# Asuman Karakoyun
Asuman Karakoyun (ur. 16 lipca 1990 w Stambule) – turecka siatkarka, grająca na pozycji rozgrywającej.

## Sukcesy klubowe
Puchar Turcji:
- 2009, 2011, 2012

Mistrzostwo Turcji:
- 2012
- 2013
- 2010, 2011, 2014, 2015

Superpuchar Turcji:
- 2011, 2012

Liga Mistrzyń:
- 2015

Klubowe Mistrzostwa Świata:
- 2015

## Sukcesy reprezentacyjne
Mistrzostwa Świata Kadetek:
- 2007

Mistrzostwa Europy Juniorek:
- 2008

Liga Europejska:
- 2011

Mistrzostwa Europy:
- 2011